# بادي جورج
بادي جورج (بالإنجليزية: Paddy George)‏ هو لاعب اتحاد الرغبي نيوزيلندي، ولد في 28 مايو 1883، وتوفي في 10 أغسطس 1950.